# キューエンタテインメント
キューエンタテインメント株式会社（英: Q Entertainment Inc.）はかつて存在したゲームソフトウェアの企画・開発を行う日本の企業。

## 概要
ゲームデザイナーである水口哲也とゲームプロデューサーの内海州史が共同で2004年に設立。2006年からはオンラインゲームの開発と運営も手がけている。ロゴマークは「Q?」。バンダイ、ゲームロフト、マイクロソフトを販売における提携企業としている。2007年2月15日に発売されたPlayStation Portable用ソフト「ルミネスII」が初の自社販売ソフト。
2013年11月11日、三洋化成製作所の子会社となる。2014年4月、代表が内海州史から久保幸男に異動した。

## 開発・発売タイトル

### PlayStation Portable用ソフト
- ルミネス　（2004年12月12日発売、3,990円、音と光のアクションパズル）<開発>
- Every Extend Extra　（2006年8月3日発売、5,040円、音と光の弾幕ドライブ）<開発>
- Gunpey-Rebirth　（2007年1月11日発売、5,040円、MUSIC X PUZZLE）<開発>
- ルミネスII　（2007年2月15日発売、4,980円、音と光のアクションパズル）<開発・発売>

### ニンテンドーDS用ソフト
- メテオス　（2005年3月10日発売、5,040円、打ち上げパズル）<開発>
- 音をつなごう! グンペイりば～す♪　（2006年10月19日発売、3,990円、音楽×パズル）<開発>

### Xbox 360用ソフト
- NINETY-NINE NIGHTS （2006年4月20日発売、7,140円、ファンタジーアクション）<開発>
- Lumines Live! （2006年発売）(Xbox Live Arcade)
- Every Extend Extra Extreme (E4) （2007年発売）(Xbox Live Arcade)
- Rez HD （2008年発売）(Xbox Live Arcade)
- Child Of Eden　(2011年10月6日発売、6,279円、シナスタジアシューター) <開発>

### PlayStation 2用ソフト
- バトルスタジアム D.O.N　（2006年7月20日発売、7,140円、パーティーアクション）<企画・プロデュース>

### PlayStation 3用ソフト
- Angel Love Online　(2008年9月25日～2015年5月1日(運営移管)。プレイ料金無料・アイテム課金、オンラインRPG) <運営>
- ルミネス スーパーノヴァ　(2008年12月18日発売、1,000円、音と光のアクションパズル) <開発>
- エンジェル戦記　(2009年9月16日～2015年3月1日 (運営移管)プレイ料金無料・アイテム課金、オンラインRPG) <運営>
- Child Of Eden　(2011年10月6日発売、6,279円、シナスタジアシューター) <開発>

### PlayStation Vita用ソフト
- デスティニーオブスピリッツ　(2014年3月20日～2015年6月30日(予定)。プレイ料金無料・アイテム課金、グローバルロケーションゲーム) <開発>

### ニンテンドーゲームキューブ用ソフト
- バトルスタジアム D.O.N　（2006年7月20日、7,140円、パーティーアクション）<企画・プロデュース>

### Windows用ソフト
- メテオスオンライン（2006年11月22日 - 2007年10月31日。プレイ料金無料・アイテム課金、オンライン対戦パズル）＜開発・運営＞
- Angel Love Online（2006年12月21日 - 2015年5月1日（運営移管）。プレイ料金無料・アイテム課金、オンラインRPG）＜運営＞
- Secret Online（2007年10月31日 - 2008年2月18日。オンラインRPG）＜運営＞
- Xenepic Online（2008年1月30日 - 2014年1月22日。プレイ料金無料・アイテム課金、オンラインRPG）＜運営＞
- ドルアーガの塔 The Recovery of BABYLIM（2008年4月1日 - 2016年4月1日。基本プレイ料金無料・アイテム課金、MMORPG）＜開発＞
- エンジェル戦記（2009年7月1日 - 2015年3月1日(運営移管)。プレイ料金無料・アイテム課金、オンラインRPG）＜運営＞
- NikQ（2009年12月15日 - 2011年1月31日。プレイ料金無料・アイテム課金、ブラウザゲーム）＜運営＞
- Brave Song Online（2011年6月2日 - 2013年5月29日。プレイ料金無料・アイテム課金、オンラインRPG）＜運営＞
- NINETY-NINE NIGHTS ONLINE（2011年12月8日 - 2012年9月27日。プレイ料金無料・アイテム課金、オンラインRPG）＜（UserJoy Technology社との共同）開発・運営＞

### ソーシャルゲーム
- 釣りクエ
- ウマとも!
- そだてて ともだち勇者
- ホストパラダイス